# 高錕 (小惑星)
高錕 (3463 Kaokuen) は、小惑星帯の小惑星。1981年に中国の紫金山天文台で発見された。
上海生まれで、ロンドン大学で学びイギリスのStandard Telephones and Cablesで光通信の分野で業績をあげ、香港中文大学の学長を務めたチャールズ・K・カオ (Charles Kuen Kao) こと高錕から名付けられた。カオは2009年にノーベル物理学賞を受賞したが、この小惑星が命名されたのはそれよりずっと前のことである。